# Beckiella latirostris
Beckiella latirostris är en kvalsterart som beskrevs av Josef Stary 1992. Beckiella latirostris ingår i släktet Beckiella och familjen Dampfiellidae. Inga underarter finns listade.